# Lalakai Foketi

a Compétitions nationales et continentales officielles uniquement.

b Matchs officiels uniquement.
Dernière mise à jour le 24 août 2023.
Lalakai Foketi, né le 22 décembre 1994 à Hamilton (Nouvelle-Zélande), est un joueur international australien de rugby à XV évoluant au poste de centre. Il joue avec la franchise des Waratahs en Super Rugby depuis 2018.

## Carrière

### En club
Originaire de Hamilton en Nouvelle-Zélande, Lalakai Foketi émigre avec sa famille en Australie alors qu'il est âgé de sept ans. Il commence sa formation rugbystique avec le club de Manly, tout en étant scolarisé à la King's School (en) de Parramatta,. Avec cette équipe, il est finaliste du championnat junior de Nouvelle-Galles du Sud en 2013 face à Sydney University, jouant aux côtés des futurs internationaux australiens Reece Hodge et Matt Philip,. En 2013 également, il a l'occasion de jouer un match avec l'équipe senior de Manly dans le cadre du Shute Shield, alors qu'il n'est âgé que de dix-huit ans,.
À la fin de l'année 2013, il est invité à s'entraîner avec la franchise des Melbourne Rebels. Convaincant lors des entraînements, il obtient un contrat professionnel avec cette équipe pour la saison 2014 de Super Rugby,. Il fait sa première apparition avec cette équipe lors d'un match de préparation contre les Hurricanes. Il joue ensuite son premier match officiel le 23 mai 2014 contre les Waratahs. Il joue deux matchs avec cette équipe, tous comme remplaçant.
Plus tard en 2014, il est retenu au sein de l'effectif des Greater Sydney Rams pour disputer la saison inaugurale du National Rugby Championship (NRC). Il joue quatre matchs lors de la saison, dont trois titularisations.
En juin 2014, il est annoncé qu'il doit rejoindre le club français de l'Aviron bayonnais pour la saison 2014-2015 de Top 14. Il est un temps retenu par la fédération australienne, mais rejoint finalement Bayonne en octobre 2014, s'engeant pour un contrat de deux saisons, plus une en option,. Il joue son premier match sous ses nouvelles couleurs le 24 octobre 2014 contre le Stade rochelais dans le cadre du Challenge européen. Lors de la saison, il est principalement utilisé dans cette compétition (quatre matchs comme titulaire), n'étant titularisé qu'à deux reprises en Top 14. En juin 2015, alors que l'Aviron est relégué en Pro D2, il demande à être libéré de son contrat et quitte le club.
Dans la foulée de son départ de Bayonne, il rejoint la Nouvelle-Zélande et la province de Bay of Plenty pour disputer la saison de National Provincial Championship (NPC),. Il s'impose immédiatement comme un cadre de sa nouvelle équipe, devenant indiscutable au poste de centre. Il joue trois saisons avec cette équipe, jouant trente matchs et inscrivant quinze essais. En 2017, il est finaliste avec son équipe du Championship (deuxième division du NPC),.
Après trois saisons en Nouvelle-Zélande, il fait son retour en Australie pour la saison 2018 de Super Rugby, avec l'équipe de sa région d'origine : les Waratahs. Lors de ses deux premières saisons, il est n'est que peu titularisé, restant derrière la paire de centre Kurtley Beale-Curtis Rona,. Malgré cela, il prolonge son engagement avec les Waratahs pour deux saisons supplémentaires en septembre 2019, soit jusqu'en 2021.
En 2019, il joue également avec l'équipe des Sydney Rays en NRC, et en est également nommé capitaine. Il inscrit cinq essais en quatre matchs lors de son unique saison avec cette équipe.
Avec les Waratahs, il s'impose comme un titulaire lors de la saison 2021 de Super Rugby, formant une paire de centre complémentaire avec Izaia Perese, lui aussi passé par Bayonne,. Il prolonge alors son contrat pour une saison supplémentaire. Après une nouvelle saison réussie en 2022, il prolonge son contrat avec les Waratahs jusqu'en 2024.

### En équipe nationale
Lalakai Foketi joue avec la sélection scolaire australienne (en), et inscrit notamment un triplé face aux Tonga.
Il joue avec l'équipe d'Australie des moins de 20 ans en 2013 et 2014, participant aux championnats du monde junior en France puis en Nouvelle-Zélande,.
Il est sélectionné pour la première fois en équipe d'Australie par Dave Rennie en juin 2021 pour préparer la série de test-matchs contre la France. Il ne joue cependant pas lors de la série. Il est également présent dans l'effectif australien pour le Rugby Championship 2021, toujours sans jouer. Il obtient finalement sa première sélection lors du dernier match de la tournée en Europe, le 20 novembre 2021 contre le pays de Galles,.
En juin 2022, il est sélectionné avec l'équipe d'Australie A (en) (équipe nationale réserve) pour disputer la Coupe des nations du Pacifique,. Il joue trois rencontres pendant le tournoi.
Il fait son retour avec les Wallabies pour le Rugby Championship 2022, dont il dispute trois rencontres,. Il enchaîne ensuite avec la tournée en Europe, et il est titulaire lors du premier match face à la France, marquant au passage son premier essai au niveau international. Il s'agit de son dernier match de la saison internationale, puisqu'une blessure au tibia l'écarte ensuite des terrains jusqu'à la fin de l'année.
En juin 2023, il est sélectionné par Eddie Jones pour participer au Rugby Championship 2023. Le 10 août 2023, il est annoncé au sein du groupe australien de 33 joueurs sélectionnés pour disputer la Coupe du monde 2023 en France.

## Palmarès

### En club
- Finaliste du NPC Championship en 2017 avec Bay of Plenty.

## Statistiques
Au 24 mars 2025, Lalakai Foketi compte 9 capes en équipe d'Australie, dont 6 en tant que titulaire et 1 essai soit 5 points, depuis le 20 novembre 2021 contre l'équipe du pays de Galles à Cardiff.
Il participe à une édition du Rugby Championship, en 2022. Il dispute trois rencontres dans cette compétition.